# 魏培源
魏培源（英語：Pei-Yuan Wei，1969年—2023年）是首个流行的图形网页浏览器ViolaWWW的创建者。

## 生平
魏培源出生于台湾。他1986年毕业于柏克萊高中。他在加州大學柏克萊分校接受了高等教育，并且是学生俱乐部XCF的成员。1991年他在写给蒂姆·伯纳斯-李的邮件中提到将Viola对象嵌入HTML文件。1992年5月，他在为苹果计算机环境所开发的HyperCard基础之上，为X Window系统开发出了ViolaWWW浏览器，当时他是柏克萊分校计算机科学系的一名学生。
在20世纪90年代，魏培源是全球网络導航器，第一家基于互联网的企业的创始员工之一。后来他曾为各种Palm OS的相关业务工作。在2008年，他回到了台湾。

## 争议事件
围绕着他所开发的浏览器，ViolaWWW是否具有启动嵌入的对象的能力，使得魏培源身处一场有关Web浏览器中嵌入对象专利的争议的中心。Eolas公司的迈克尔·道尔以及加利福尼亞大學声称在1992年稍晚些时候提交的一份专利拥有首个使浏览器支持互动内容的专利权。如迈克尔的声明成立，除了对微软这种公司需要进行经济处罚，现有万维网和浏览器的工作方式都将可能会被迫改变。如果不成立，那么这将构成现有技术，这可能违反之前发给Eolas公司的专利。最终，得克萨斯州法院判Eolas公司对此提出的索赔无效。

## 脚注